# Villa Josef Thyssen

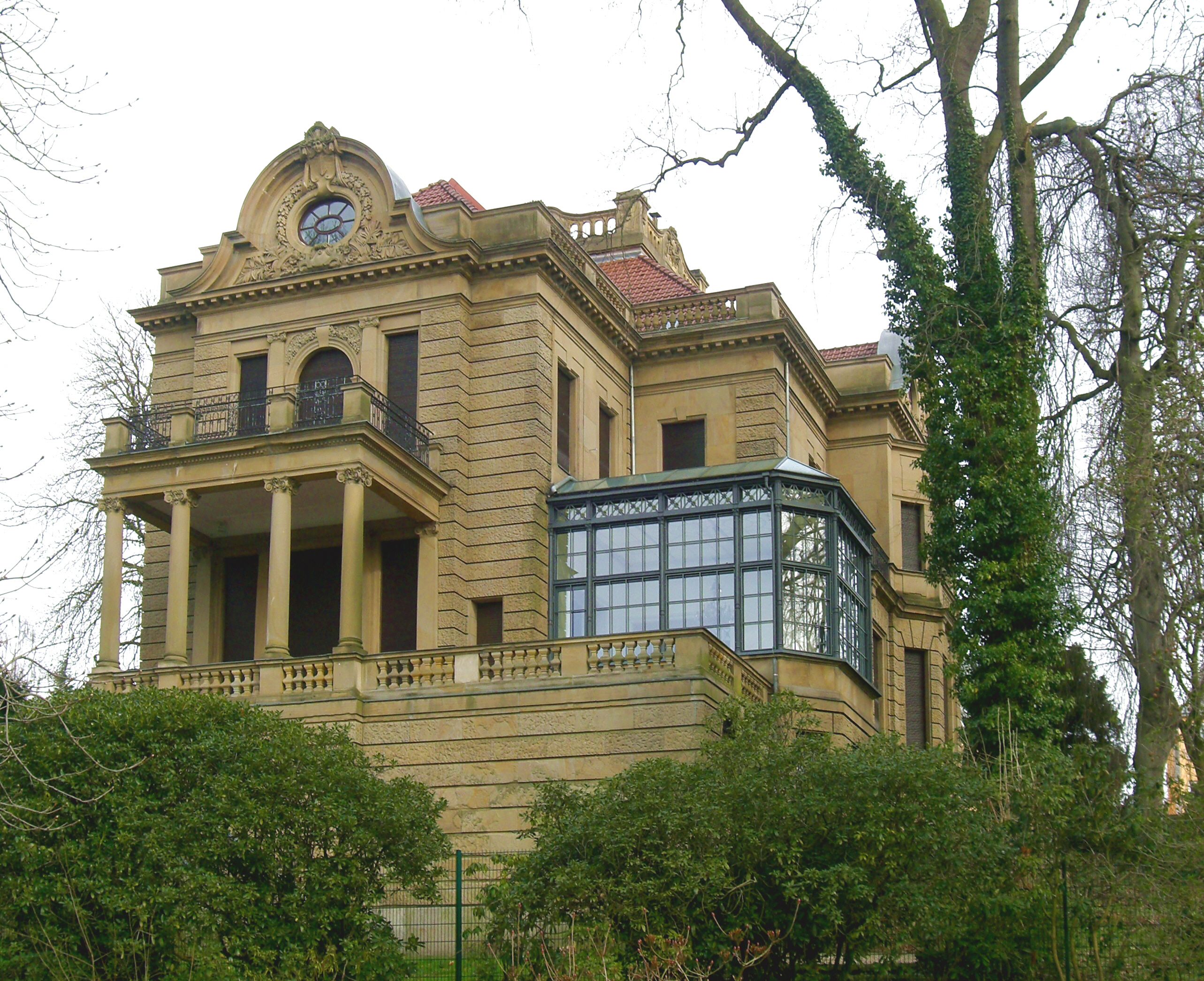
Rückansicht

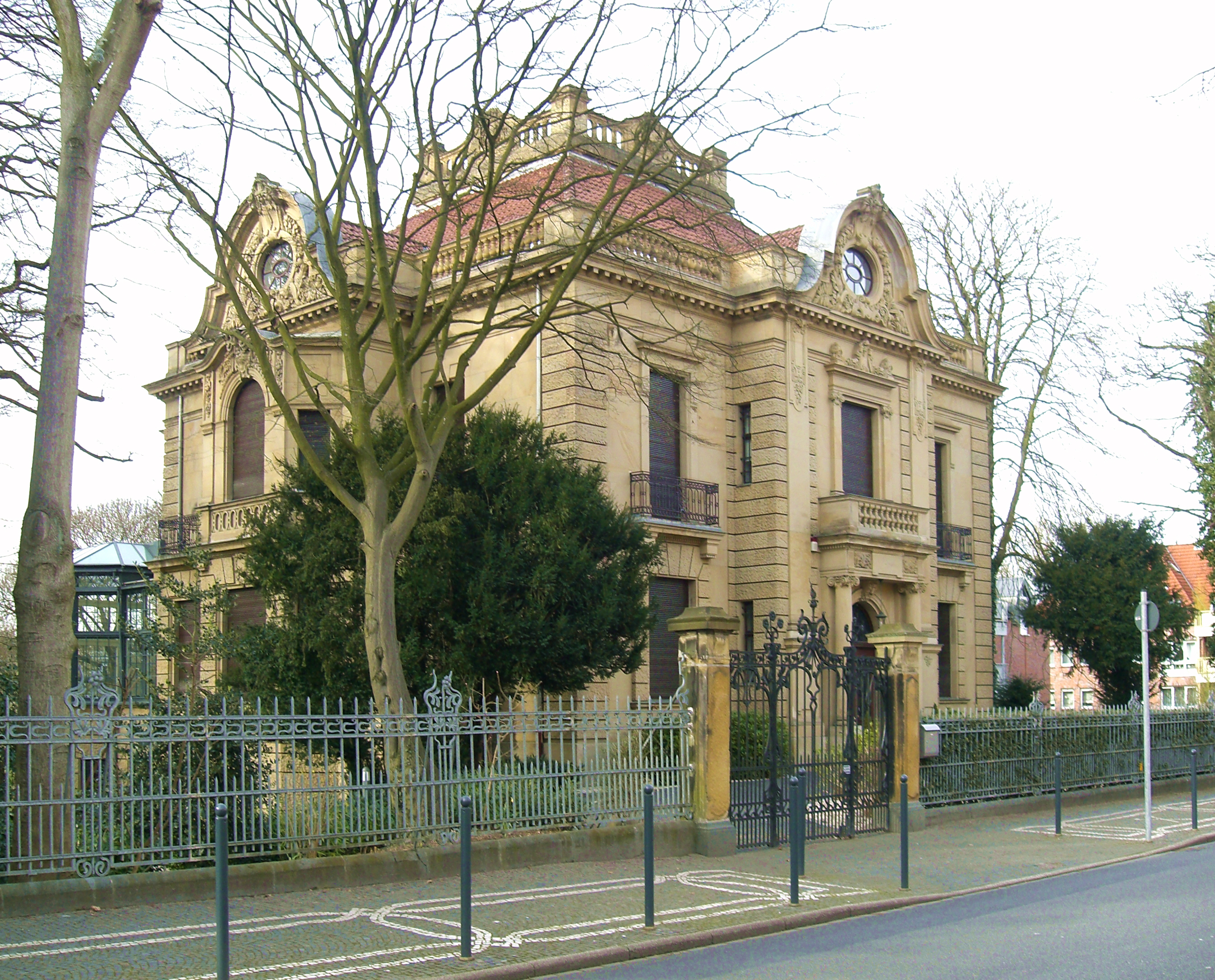
Frontansicht

Die Villa Josef Thyssen ist ein Wohngebäude mit repräsentativem Charakter am rechten Ufer der Ruhr in unmittelbarer Nähe zur Stadtmitte von Mülheim an der Ruhr. Das Haus wurde 1898–1900 nach Entwurf der Berliner Architekten Heinrich Kayser und Karl von Großheim für Joseph Thyssen, den jüngeren Bruder von August Thyssen, im neobarocken Stil des Historismus auf dem Grundstück der insolventen Textilfabrik von Johann Caspar Troost errichtet.
Das Gebäude steht seit dem 18. September 1984 unter Denkmalschutz, gehört zu den bedeutendsten Bauwerken der Stadt und zur Route der Industriekultur.
Von 1984 zum Juli 2004 war die Villa der Sitz des Zentrums für Innovation und Technik. Seit der Verlegung des Unternehmens in das Haus Urge stand das Gebäude bis 2008 leer. Der umgebende Garten liegt schräg gegenüber dem Wasserbahnhof und ist öffentlich zugänglich. Mit seinem alten Baumbestand und dem „Thyssen-Teich“ (der ehemalige Stauteich des Kanals von der Textilfabrik Troost bis zur Ruhr) zählt er zu den schönsten Parkanlagen der Stadt.